# سونی موبایل دیسپلی
سونی موبایل دیسپلی (انگلیسی: Sony Mobile Display) شرکت الکترونیک ژاپنی است، که در سال ۱۹۹۷ توسط شرکت سونی تأسیس شد.